# Spinochordodes actiniphorus
Spinochordodes actiniphorus är en tagelmaskart som beskrevs av Kirjanova 1950. Spinochordodes actiniphorus ingår i släktet Spinochordodes och familjen Chordodidae. Inga underarter finns listade i Catalogue of Life.